# Касплянское сельское поселение
Касплянское сельское поселение — муниципальное образование в составе Смоленского района Смоленской области России. Административный центр — село Каспля-1. Главой поселения и Главой администрации является Евсеев Иван Лукич

## Географические данные
- Общая площадь: 101,05 км²
- Расположение: северо-западная часть Смоленского района
- Граничит:
  - на востоке — с  Новосельским сельским поселением
  - на юге — с Волоковским сельским поселением
  - на западе и севере— с Лоинским сельским поселением
- По территории поселения проходит автомобильная дорога  Р133 Смоленск — Невель.
- Крупные реки: Каспля, Жереспея, Клёц.

## Население
| 2011  | 2012  | 2013  | 2014  | 2015  | 2016  | 2017  |
| ----- | ----- | ----- | ----- | ----- | ----- | ----- |
| 1293  | ↗1318 | ↗1347 | ↗1361 | ↘1349 | ↘1322 | ↘1301 |
| 2018  | 2019  | 2020  | 2021  |       |       |       |
| ↘1244 | ↘1230 | ↘1213 | ↗1300 |       |       |       |

## Населённые пункты
В сельское поселение входят 15 населённых пунктов:
| №  | Населённый пункт | Тип     | Население (чел.) |
| -- | ---------------- | ------- | ---------------- |
| 1  | Алфимово         | деревня | 19               |
| 2  | Андреево         | деревня | 21               |
| 3  | Жарь             | деревня | 1                |
| 4  | Каспля-1         | село    | 464              |
| 5  | Каспля-2         | село    | 736              |
| 6  | Кузино           | деревня | 3                |
| 7  | Лакисы           | деревня | 2                |
| 8  | Лупихи           | деревня | 0                |
| 9  | Прудники         | деревня | 8                |
| 10 | Рытино           | деревня | 8                |
| 11 | Семёново         | деревня | 19               |
| 12 | Тетерьки         | деревня | 5                |
| 13 | Шалатони         | деревня | 2                |
| 14 | Шалуди           | деревня | 8                |
| 15 | Щекуны           | деревня | 2                |